# Saint-Médard-en-Jalles
Saint-Médard-en-Jalles är en kommun i departementet Gironde i regionen Nouvelle-Aquitaine i sydvästra Frankrike. Kommunen ligger i kantonen Saint-Médard-en-Jalles som tillhör arrondissementet Bordeaux. År 2022 hade Saint-Médard-en-Jalles 32 749 invånare.

## Befolkningsutveckling
Antalet invånare i kommunen Saint-Médard-en-Jalles
Referens:INSEE